# Yvré-l’Évêque
Yvré-l’Évêque ist eine französische Gemeinde mit 4187 Einwohnern (Stand: 1. Januar 2022) im Département Sarthe in der Region Pays de la Loire. Yvré-l’Évêque ist Teil des Arrondissements Le Mans und des Kantons Changé. Die Einwohner nennen sich „Yvréens“.

## Geographie
Yvré-l’Évêque liegt am Fluss Huisne und wird vom Vive Parence durchflossen.
Umgeben wird Yvré-l’Évêque von den Nachbargemeinden Savigné-l’Évêque im Norden, Saint-Corneille und Fatines im Nordosten, Champagné im Osten, Changé im Süden und Südosten, Le Mans im Südwesten sowie Sargé-lès-le-Mans im Westen und Nordwesten.
Durch die Gemeinde führt die Autoroute A28. Der Bahnhof der Gemeinde liegt an der Bahnstrecke Paris–Brest.

## Geschichte
Bereits 802 wird der Ort als Eviriaco erwähnt. Die römische Brücke über den Huisne deutet auf eine länger zurückreichende Geschichte hin.

### Bevölkerungsentwicklung
(Quelle:)
| 1962 | 1968 | 1975 | 1982 | 1990 | 1999 | 2006 | 2011 |
| ---- | ---- | ---- | ---- | ---- | ---- | ---- | ---- |
| 2718 | 2666 | 2597 | 3306 | 3682 | 4230 | 4383 | 4336 |

## Sehenswürdigkeiten
- Kloster L’Épau aus dem 13. Jahrhundert, 1229 begründet, 1790 aufgelöst, Monument historique

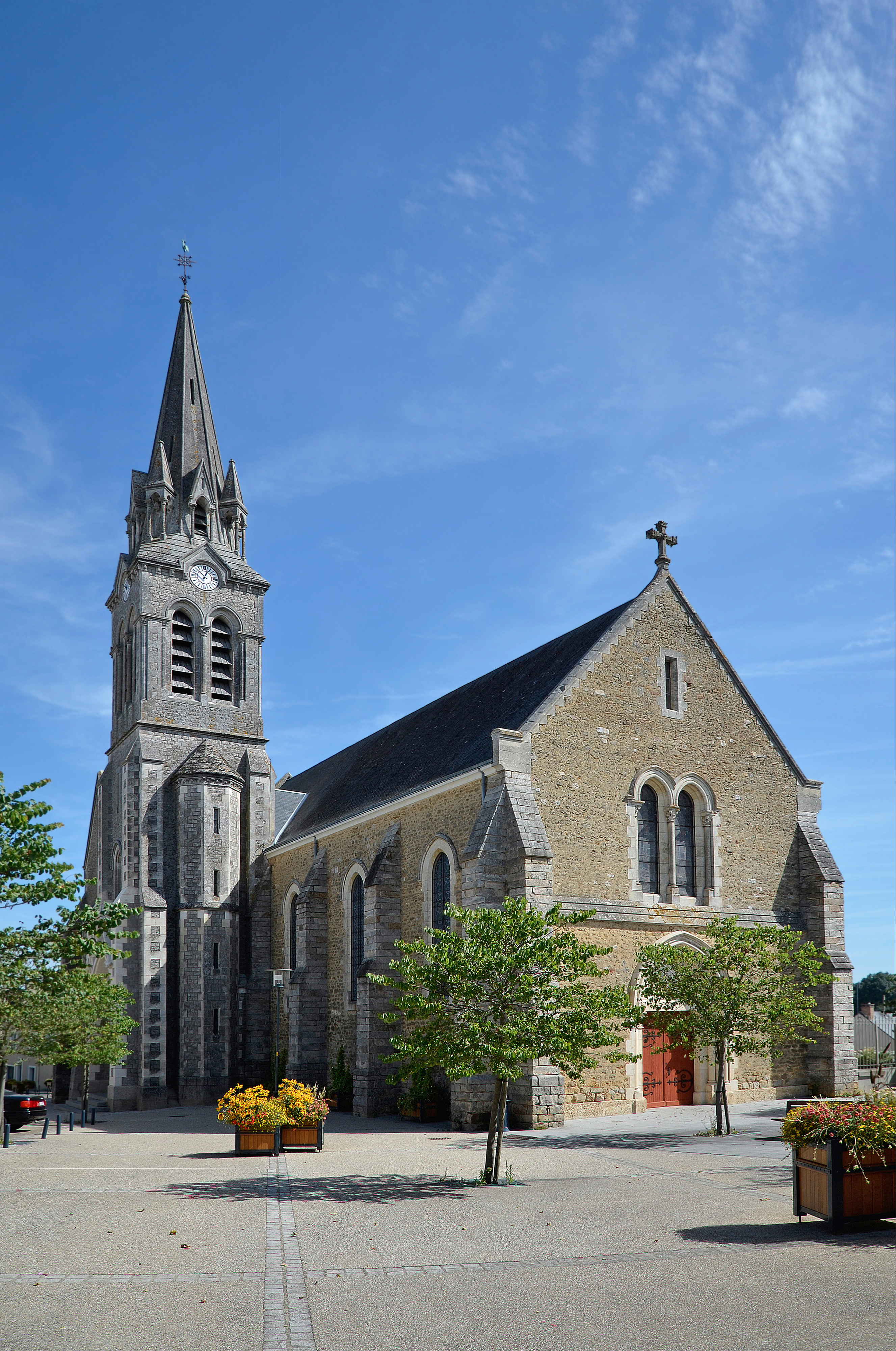
Kirche Saint-Germain

- Kirche Saint-Germain, in Teilen aus dem 13. Jahrhundert, mit späteren Umbauten. Der Chor ist als Monument historique klassifiziert.
- Römische Brücke über den Huisne
- Croix de Boëssé, Monumentalkreuz, seit 1966 Monument historique

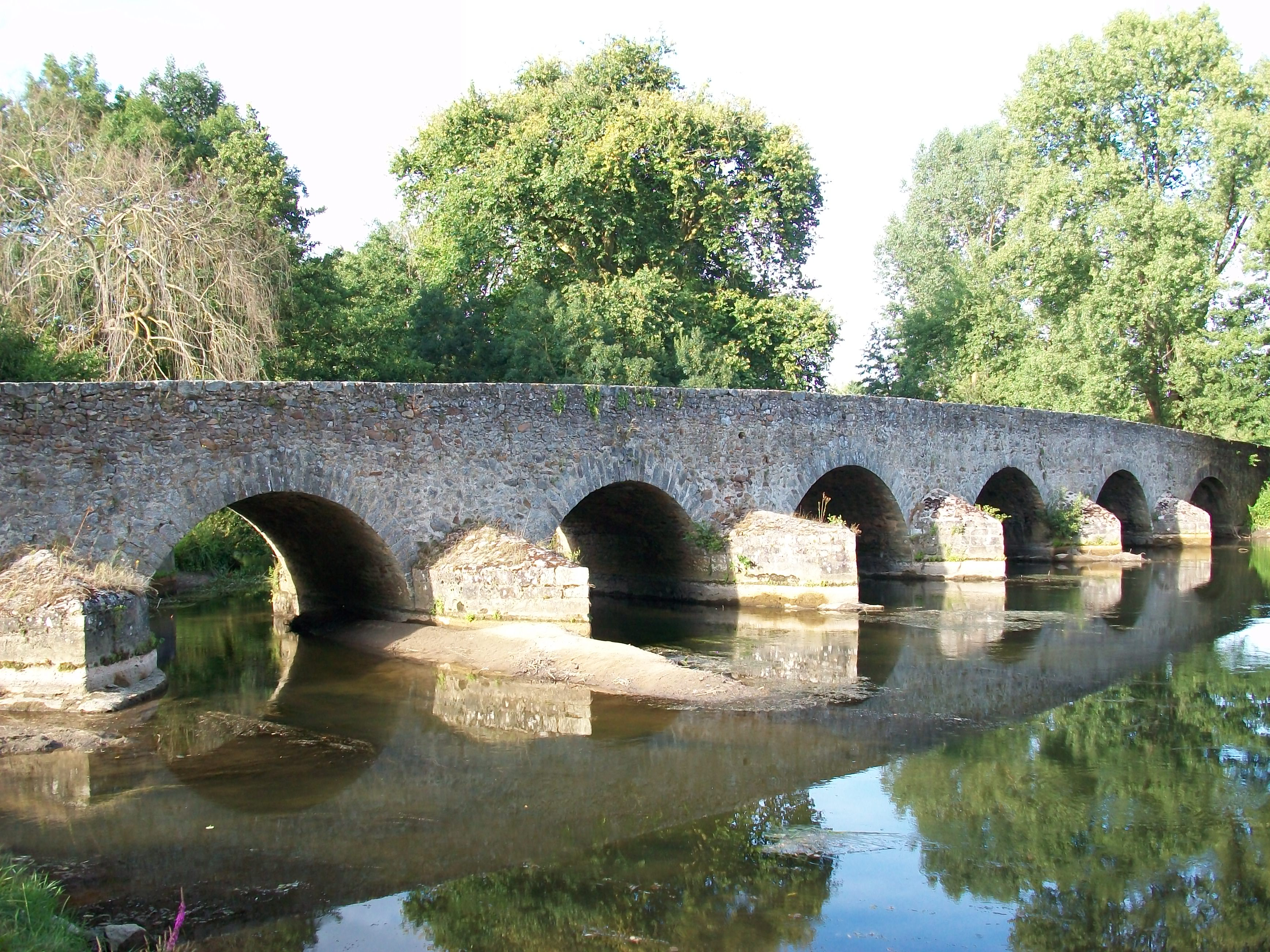
Römische Brücke

## Persönlichkeiten
Hier geboren
- André Jousseaume (1894–1960), Olympiasieger in der Dressur-Equipe

Mit der Stadt verbunden
- Eugène Caillaux (1822–1896), Finanz- und Verkehrsminister
- Joseph Caillaux (1863–1944), Innen- und Finanzminister
- Auguste Gougeard (1827–1886),  Offizier und Politiker, Sieger der Schlacht von Auvours-Yvré-l’Évêque